# Ian Paice
Ian Anderson Paice (Nottingham, 29 giugno 1948) è un batterista britannico, membro del gruppo hard rock Deep Purple; di cui è, dal 2002, l'unico membro fondatore rimasto.
Molto creativo e brillante interprete di lunghi assoli, è considerato uno dei migliori batteristi rock di sempre, con un suono e uno stile unico, molto influenzato dalla musica jazz.

## Biografia
Nato a Nottingham ma cresciuto nella cittadina di Bicester nell'Oxfordshire, dopo avere mosso i primi passi professionali nell'orchestra da sala da ballo del padre, Paice entra a far parte un gruppo locale chiamato Georgie and the Rave-Ons, quindi divenuto Shindigs, che lascerà per unirsi agli MI 5, poi chiamati Maze, capitanati dal cantante Rod Evans.
Nel 1967, così, quando Evans entra a far parte dei Roundabout, band che muterà poco dopo il proprio nome in Deep Purple, il diciannovenne Paice si trova in ottima posizione per subentrare a un tentennante Bobby Woodman. Ad oggi, il mancino batterista è il solo componente dei Deep Purple ad avere militato in tutte le incarnazioni del gruppo.
Nel 1976, dopo lo scioglimento della band britannica, Ian Paice forma con Jon Lord i Paice Ashton Lord, band che si dissolverà dopo un disco in studio e una manciata di date.
Nel 1979, dopo avere brevemente considerato di entrare nei Gillan, Ian sceglie di integrare i Whitesnake, dove ritrova Lord e Coverdale (nonché Bernie Marsden, l'ex chitarrista dei PAL), in tempo per il tour successivo alla registrazione di Love Hunter. Con i Whitesnake, Paice registra tre album in studio e un live, oltre a comparire nei due dischi da solista di Marsden. Quanto Coverdale mette in pausa la band, nel 1982, Paice entra nel gruppo del chitarrista irlandese Gary Moore, dove militerà fino alla riformazione del 1984 dei Deep Purple.
Come turnista vanta moltissime collaborazioni. Su tutte, spiccano quella con Doug Yule in occasione dell'ultimo lavoro in studio attribuito ai Velvet Underground, Squeeze (1973), e quella con Paul McCartney in occasione dell'album Run Devil Run pubblicato nel 1999, e del successivo DVD Live at the Cavern Club.
Fra i momenti più rappresentativi del suo stile non va dimenticata la prestazione resa nel live Made in Japan dei Deep Purple dove, rifacendosi ad una prassi già introdotta al grande pubblico rock da batteristi come Ginger Baker o Keith Moon, si è esibito in un assolo di diversi minuti all'interno del brano The Mule.
Nel 2002 è uscito un DVD documentario dal titolo Ian Paice on the Drums oppure Not for the Pro's. Dagli anni duemila, Ian Paice è solito effettuare alcuni mini tour da solista con l'accompagnamento di musicisti locali, con i quali esegue principalmente canzoni dei Deep Purple. Per esempio nel 2009 si è esibito al teatro Ariston di Gaeta, con vari musicisti del luogo e non.
Nel 2012 Ian Paice si è esibito come batterista in una serata in Italia accompagnando Angelo Minoli, cantante ed attore ligure, e suonando i pezzi del suo album "Living in Memphis". 
Ian Paice torna spesso in Italia, specialmente nella provincia di Bergamo e nel nord Italia, suonando con diverse band della rock italiana in preparazione dei tour dei Deep Purple. 
Ian è sposato con Jacky, sorella gemella della consorte di Jon Lord, e ha tre figli. La coppia è molto attiva in madrepatria nella raccolta di fondi per la ricerca contro il cancro, in particolare attraverso il concerto-evento "The Sunflower Jam", che vede coinvolti molti protagonisti della scena rock britannica.

## Discografia

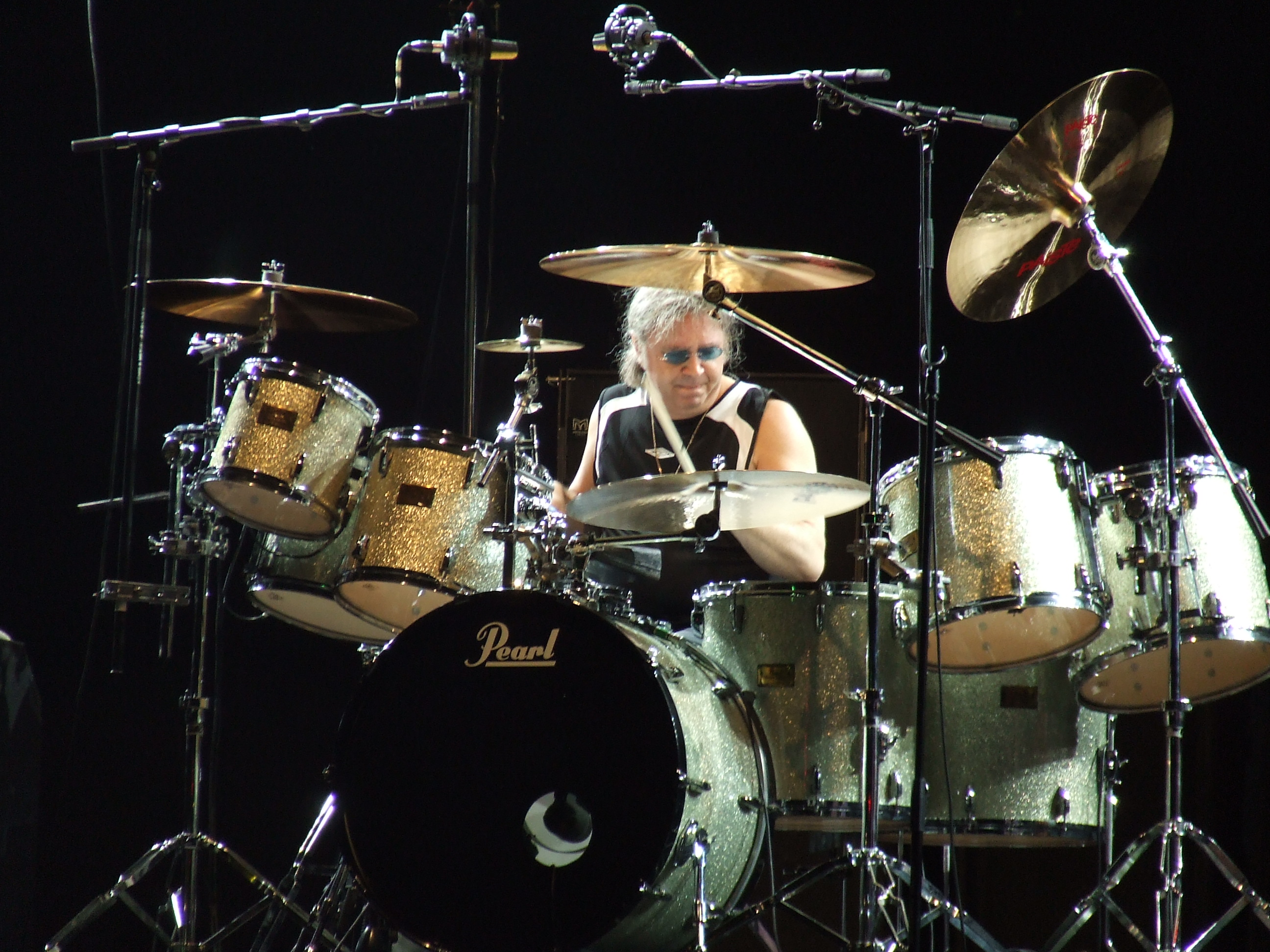
Ian Paice durante un concerto dei Deep Purple nel 2006

### Con gli Shindings
- 1965 - One Little Letter/What You Gonna Do
- 1965 - A Little While Back/Why Say Goodbye

### Con i MI 5 - Maze
- 1966 - You'll never stop me loving you/Only time will tell
- 1966 - Hello Stranger/Telephone
- 1967 - Aria del Sud/Non fatemi odiare
- 1967 - Harlem Shuffle/What Now/The Trap/I'm So Glad
- 1967 - Catteri, Catteri/Easy Street

### Con i Deep Purple

#### Album studio
- 1968 - Shades of Deep Purple
- 1968 - The Book of Taliesyn
- 1969 - Deep Purple
- 1970 - Deep Purple in Rock
- 1971 - Fireball
- 1972 - Machine Head
- 1973 - Who Do We Think We Are
- 1974 - Burn
- 1974 - Stormbringer
- 1975 - Come Taste the Band
- 1984 - Perfect Strangers
- 1987 - The House of Blue Light
- 1990 - Slaves & Masters
- 1993 - The Battle Rages On...
- 1996 - Purpendicular
- 1998 - Abandon
- 2003 - Bananas
- 2005 - Rapture of the Deep
- 2013 - Now What?!
- 2017 - Infinite
- 2020 - Whoosh!
- 2021 - Turning to Crime

### Con i Paice Ashton Lord

#### Album Studio
- 1976 - Malice In Wonderland

#### Live
- 1992 - BBC Radio 1 Live In Concert
- 2000 - Tony Ashton and Friends Live at Abbey Road (a.k.a. Endangered Species)

### Con gli Whitesnake

#### Album studio
- 1980 - Ready an' Willing
- 1981 - Come an' Get It
- 1982 - Saints & Sinners

#### Live
- 1980 - Live...In the Heart of the City

### Con Gary Moore

#### Album studio
- 1982 - Corridors of Power
- 1983 - Victims of the Future

#### Live
- 1984 - We Want Moore
- 1986 - Rockin' Every Night - Live in Japan

### Partecipazioni
- 1967 Do Your Own Thing/Goodbye Baby Goodbye (Soul Brothers, SP)
- 1968 I Shall Be Released/Down In The Flood (Boz Burrell, SP)
- 1968 I Feel Fine/Let Me Love You (Tony Wilson, SP)
- 1968 Sundragon (Sundragon)
- 1971 Natural Magic (Green Bullfrog)
- 1971 In My Time (Mike Hurst)
- 1972 Gemini Suite (Jon Lord)
- 1972 Home is Where You Find It (Eddie Hardin)
- 1972 The Pete York Percussion Band (The Pete York Percussion Band, "Sombrero Sam")
- 1973 Squeeze (Velvet Underground)
- 1973 Bump & Grind (Jackson Heights, "Bump & Grind")
- 1974 E.H. in the UK (Eddie Harris, "He's Island Man", "I've tried Everything")
- 1974 First of the Big Bands (Tony Ashton & Jon Lord)
- 1975 Funkist (Bobby Harrison)
- 1977 You Can't Teach An Old Dog New Tricks (Eddie Hardin)
- 1978 Composition (Kirby)
- 1980 And About Time Too (Bernie Marsden, "You're The One", "Brief Encounter", "Are You Ready")
- 1980 Free Spirit (Ken Hensley, "Brown Eyed Boy")
- 1981 Look at Me Now (Bernie Marsden, "Look at Me Now", "So Far Away", "Whos Fooling Who","Byblos Shack Pt2")
- 1982 Before I Forget (Jon Lord, "Chance On A Feeling", "Before I Forget")
- 1983 Arrested – The Royal Philharmonic Orchestra & Friends Tribute to Police ("Truth Hits Everybody", "Arrested", "Message in a Bottle", "Invisible Sun")
- 1987 Super Drumming (Pete York & Friends, "Ian's Shuffle", "Threezenuff")
- 1988 The Christmas Album (Keith Emerson, "Captain Starship Christmas")
- 1989 Best of Dark Horse 1976–89 (George Harrison, gli inediti "Poor Little Girl" e "Cockamamie Business")
- 1990 Jump The Gun (Pretty Maids, "Young Blood")
- 1990 Pete York Presents Super Drumming Volume 3 (Pete York & Friends, "Smoke on the Water", "Freedom Jazz Dance", "Black Night")
- 1993 BBC Radio 1 Live in Concert '74 (Tony Ashton & Jon Lord)
- 1994 From Time To Time (Ken Hensley, "Inspiration")
- 1999 Run Devil Run (Paul McCartney)
- 2001 Living on the Outside (Jim Capaldi, "We're Not Alone", "Anna Julia")
- 2001 Twister (Max Magagni, "Highway Star Live!")
- 2002 Dal Vero (Tolo Marton, "Stone Free", "Hey Joe")
- 2003 E-Thnik (Mario Fasciano)
- 2006 Gillan's Inn (Ian Gillan, "Sugar Plum", "Trashed", "Smoke on the Water", "No Laughing in Heaven")
- 2006 Time To Take A Stand (Moonstone Project, +2008 extended ed., "Rose in Hell", "Where Do You Hide The Blues You've Got", "Silent Hunter")
- 2007 Little Hard Blues (Andrea Ranfagni, "Forget My Boogie", )
- 2007 One Night Jam (Lee Joe Fiafari, "Sweet Girl")
- 2009 Rebel on the Run (Moonstone Project, song "Halfway To Heaven")
- 2010 Stay Tuned (Bernhard Welz, "Drum Jam – live 2002")
- 2010 Made in Verona – Live (Forever Deep – The Italian Deep Purple Tribute)
- 2011 Seeking Major Tom (William Shatner, "Space Truckin'")
- 2012 Raining Rock (Jettblack, "Feel the Love", CD single)
- 2012 A Spoonful of Time (Nektar Tribute Album, "For the Love of Money")
- 2012 Who Are You: An All Star Tribute To The Who ("Bargain")
- 2013 Forever Deep (Forever Deep, "The Wish", "Without Your Love", "Marosh")
- 2014 Shine (Bernie Marsden, "Trouble")
- 2014 Celebrating Jon Lord ("Silas and Jerome", "I'm Gonna Stop Drinking", "You Keep On Moving", "Burn")
- 2015 This Is The Thing #1 (Purpendicular, "Somebody Done It")
- 2015 Sunflower Super Jam Live at the Royal Albert Hall 2012
- 2016 Unfolding (Steve Balsamo & Rosalie Deighton, "The Dream Song")
- 2017 Venus To Volcanus (Purpendicular, "Wonderful")
- 2021 X Moves (DMX, singolo)